# US5
US5 era uma boy band multinacional pop. A banda surgiu em 2005 no reality show alemão Big in America do canal RTL II e estreou em junho do mesmo ano no selo Transcontinental de Lou Pearlman. O US5 se tornou um sucesso em toda a Europa Central com seu primeiro álbum Here We Go e com vários registros de sucessos depois disso.

## Biografia
A banda foi formada em 2005, num programa de televisão alemão chamado Big in America, pelo empresário e produtor Lou Pearlman, criador de bandas como os Backstreet Boys, NSYNC e O-Town. Os membros iniciais eram Christopher Richard "Richie" Stringini (dos EUA), Izzy Gallegos (também dos EUA), Tariq Jay Khan (da Inglaterra),  Christoph "Chris" Watrin (da Alemanha) e Michael "Mikel" Johnson (também da Alemanha).
O US5 obteve sucesso, conquistando seu primeiro disco de ouro nos Estados Unidos com o primeiro single chamado "Maria", lançado em 2005. A mesma música chegou ao número 1 na Alemanha e se tornou um enorme sucesso de verão em vários outros países europeus. Por trás do sucesso de "Maria", seu álbum de estreia, intitulado Here We Go, lançado em outubro de 2005, tornou-se um enorme sucesso, conquistando os discos de ouro e platina na Alemanha e na Áustria.
Em 2006, o US5 fez uma série de turnês em escolas e várias promoções no Reino Unido. Isso coincidiu com a segunda temporada de Big In America, exibida no canal da MTV no Reino Unido. Eles lançaram "Maria" e ele entrou no top 40 do Reino Unido no número 38. US5 continuou seu sucesso na Europa Central em 2006 e 2007.
Em 2007, saiu o terceiro álbum, In Control, precedido pelo single "Rhythm of Life". No mesmo ano, Michael Johnson saiu da banda, pois iria fazer carreira a solo. Os rapazes fizeram então audições nos Estados Unidos, e Vincent "Vince" Tomas foi o escolhido.
Com a nova formação, fizeram uma segunda edição do álbum, o In Control Reloaded. O single que lhe precedeu foi "Too Much Heaven", uma cover da canção de Bee Gees, em que eles fazem colaboração com o cantor Robin Gibb.
Em 2008, Christoph Watrin saiu do grupo por sofrer de depressão. O US5 lançou seu single "The Boys Are Back" do filme High School Musical 3. A seguir, foi lançado um terceiro álbum de estúdio intitulado Around the World. No final de 2008, o grupo recebeu outro novo membro, Cayce Clayton. Com quatro dos cinco membros agora sendo americanos, o grupo decidiu se mudar para os Estados Unidos. 
Em 2009, Vincent Tomas decidiu deixar a banda. No final do ano, o US5 teve uma competição chamada Make US5 Again para substituir Tomas. Jayson Pena acabou vencendo a competição. A última formação do US5 foi Stringini, Gallegos, Clayton, Pena (todos dos EUA) e Khan (da Inglaterra). Depois lançaram o último álbum do grupo, Back Again.
Desde 2010 não se sabe o motivo do término do US5. Em uma entrevista para a Kxan 36 News em 2018, Chris Watrin falou sobre seu problema de ansiedade e depressão e que ainda mantém contato com Johnson, Gallegos, Stringini e Khan.

## Ex-integrantes
- Christopher Richard Stringini (2005–2010) (dos EUA)
- Izzy Gallegos (2005–2010) (dos EUA)
- Jay Khan (2005–2010) (da Inglaterra)
- Mikel Johnson (2005-2007) (da Alemanha)
- Vincent Tomas (2007-2009) (dos EUA)
- Chris Watrin (2005-2008) (da Alemanha)
- Cayce Clayton (2008–2010) (dos EUA)
- Jayson Pena (2009–2010) (dos EUA)

## Discografia

### Álbuns de estúdio
- Here We Go (2005)
- In Control (2006)
- Around the World (2008)
- Back Again (2009)

### Singles
- "Maria"
- "Just Because of You"
- "Come Back to Me Baby"
- "Mama"
- "In the Club"
- "One Night with You"
- "Rhythm of Life (Shake It Down)"
- "Too Much Heaven" (com Robin Gibb)
- "Round and Round"
- "The Boys Are Back"
- "Anytime"

### DVDs
- US5 - The History (2005)
- Here We Go - Live & Private (2006)
- US5 - Live In Concert (2006)
- In Control (2007)
- US5 On Holiday (2008)

## Prémios e nomeações

### Prémios em 2005
- Ouro por "Maria" (Alemanha)
- Ouro por "Maria" (Estados Unidos)
- Ouro por Here We Go
- Platina por Here We Go
- Goldener Bravo Otto por "Superband Pop"
- Yam! Award "Superstar 2005" para Richie
- German Radio Award als "Best Newcomer Male"
- ADTV Music-Award por "Maria"

### Prémios em 2006
- XPress-Award "Goldener Pinguin" para "Beste Band"
- Platina por Here We Go (Áustria)
- Ouro por US5 - The History
- Jetix Kids Award "Beste Band"
- Goldener Bravo Otto "Superband Pop"

### Prémios em 2007
- Ouro por Here We Go na Polônia (10.000)
- Ouro por In Control na Polônia (mais de 100.000)
- Radio Regenbogen Award "Popgruppe des Jahres"
- Steiger Award "Nachwuchs"
- Goldene Kamera "Pop International Band"
- Goldener Otto "Super Band Pop"
- Vivalicious Style Award
- Viva Comet in Polen "Superband // Event des Jahres"
- Kid's Choice Awards "Lieblingsband"
- Jetix Kids Award "Beste Band"

### Prémios em 2008
- Goldener Otto "Beste Band"
- Kid's Choice Awards "Favoriteband"
- Jetix Kids Award "Best Band"
- Celebrity Magazin Award (Beste Band International)
- Celebrity Magazin Award (Bestes Video: US5 - Round & Round)